# 巴基之星
巴基之星（英語：Pakistan Star），是一匹曾經在香港出賽的賽駒，在港練馬師早期是告東尼，後期是蘇保羅，為2017/2018馬季最受歡迎馬匹和最佳長途馬。競賽生涯中兩勝國際一級賽。「巴基之星」在出道戰出閘緩慢，但後勁凌厲，狂追十多個馬位輕鬆取勝。除了吸引非馬迷關注，更引發世界各地媒體之報導。

## 來港前
巴基之星在香港現役前被育馬者命名為Ninas Shadow，在2014年8月多維爾馬場舉行的雅康納拍賣會中參與競投，最後以18萬歐元由香港賽馬會投得。牠在參與香港國際馬匹拍賣會前已遭閹割。

## 競賽生涯

### 2015-16馬季
2016年3月18日，巴基之星在2016香港國際馬匹拍賣會中由巴基斯坦裔馬主丁志強以600萬港元成交，並交由告東尼訓練。牠於2016年7月1日出戰香港馬季內最後一場的新馬賽，巴基之星為16倍的半冷門。起步大漏閘，在400米後落後前領馬十多個馬位，轉入直路時仍然在最後方位置，但馬匹受催騎時有反應，而且後上凌厲，最後追過了領先的可人兒以及兄弟熊反敗為勝。此駒末段時間是在2008年公布馬匹締速後最快同程時間（21.22秒，但已在2018年4月8日由爭分奪秒所破），比澳洲一代短途馬王尚多湖在香港國際一級賽主席短途奬做出末段時間更快。賽後更有人將他媲美為唯一三冠香港馬王翠河（因為翠河初出時亦以類似姿態和跑法勝出）在賽後相關的賽事片段被瘋傳，不只在香港，亦傳到澳洲、英國、甚至巴基斯坦媒體亦作出報導。
巴基之星在季終評分高達73分，以北半球馬在港初出為57分起計，單是勝出一場新馬賽加16分，情況十分罕見。此分數亦是香港史上在新馬賽出身的馬匹中排名第二（第一為香港馬王，三屆香港一哩錦標盟主好爸爸，當時勝出兩場新馬賽，評分為74分）

### 2016-17馬季
接著來季在9月18日初出，出戰第三班1400米賽事，騎者為蔡明紹，這次的賠率則大幅下調至1.7倍。巴基之星起步同樣漏閘，全程留守包尾，轉彎入直路出大外檔，在大蝕位和馬匹大幅內閃的情況下，只是打了一下反手鞭，最後仍能發揮21秒44後勁，順利輕鬆反擊為勝1-1/4馬位。這末段時間是在2008年公布馬匹締速下同程第二快時間（第一為21.39秒—首飾太陽— 1516馬季最佳一哩馬）
賽後此駒獲評磅員大幅加14分至87分。
巴基之星在跑10月16日二班1600米之前，告東尼為針對此駒經常慢閘的毛病，安排了一課試閘，結果牠出閘順利，較以往敏捷。正當以為牠能在出賽時出閘順利之際，續配蔡明紹，賠率 1.4倍的牠起步卻又緩慢，沿途留守包尾，入直路又大蝕位在大外欄衝刺，這次因對手增強和落腳漸慢的關係，未能再次克服跑道大利前置偏差，落後賺盡形勢的頭馬威力川2-1/2馬位，屈居亞軍。但此駒再次締造21.65秒的極速末段時間，雖敗猶榮。賽後練馬師告東尼不滿評磅員加分幅度過高致敗。
告東尼本來打算在2016年11月6日再讓巴基之星出戰第二班1400米賽事，但列為第一後備，最後未能補上。
香港賽馬會在2016年11月18日起，集結16位全港知名媒體及香港賽馬會官方評馬人，綜合選出12匹超新星供各位關注追縱，巴基之星是其中一員。
巴基之星結果在同年11月20日復出，路程則首次增至1600米，騎師繼續是蔡明紹，此駒一如以往成為1.5倍的大熱門，開閘時這匹明星馬雖然仍是最後一匹出閘，但大致順利，可以跟貼主馬群，入直路初騎師選擇在馬群之間竄出，但直路中段又移出外面展開衝刺，再加上馬匹大幅內閃的情況下，爆發了一段22.26秒的強勁衝刺，負於頭馬紐西蘭一級賽利雲經典賽冠軍宅大大1/2馬位，挑戰征服二班再次失敗。事後告東尼再次埋怨巴基之星加分幅度過高，令一匹三歲北半球馬無所適從。同時，亦有不少聲音將予頭指向蔡明紹，認為他取位不夠靈活致敗，要求換人，惟練馬師與馬主並無此意。
此駒在12月11日香港國際賽事日再次披甲上陣二班1600米，騎師維持不變，對手則包括澳洲昆士蘭打吡冠軍，約翰摩亞訓練的鷹雄，但牠仍是1.6倍頂頭大熱門。結果牠出閘順利，沿途守在最後，入直路再次兜大彎出大外檔發力，即使最終又再次爆發21.88秒的狂速末段，但後上不及，只能僅僅跑入第五，負於頭馬鷹雄1-1/4馬位，首次三甲不入。
因巴基之星仍未能征服二班，外界對換人的呼聲日漸高漲，最終這匹超新星在12月27日匆匆復出出戰新馬錦標，騎師則強配換上莫雷拉，而換人的意見是由馬主丁志強提出，他認為近兩場騎師因為太錫巴基之星，引致策騎時較斯文。而巴基之星隨住年紀增長，日後需要找一個騎功較硬的騎師，再加上此駒每次出賽都吸引很多馬迷追捧，必定被捧成大熱門，所以先找莫雷拉策騎。結果此匹臨場捧為1.2倍的大熱門出閘十分順利，沿途守在第五位，轉彎前莫雷拉因馬匹突然倒退而催策坐騎以保持位置，卻令這匹馬搶口上前，在直路時又內閃，不肯換腳，但這些不明朗因素無損牠的實力，以按韁姿態超輕鬆取得2-3/4馬位的勝利。
其後巴基之星在翌年踏入四歲，並參與四歲各項四歲系列賽事，並在三關，分別是香港經典一哩賽，香港經典盃及香港打吡大賽跑入第五、第二、第二名，騎師皆為英國冠軍騎師蘇兆輝，三戰皆負於香港已故馬王佳龍駒。
在6月25日出戰1800米精英碟（國際三級賽），起步後跑了約200米左右馬匹突然拒絕展步，脫離主馬群，莫雷拉向巴基之星打鞭數下，巴基之星仍不展步繼續競跑，其後牠才慢慢展步，並恢復競跑，最後亦有跑過終點完成比賽，過終點時步伐也不算慢，但當時其他馬匹早已衝線，巴基之星只能包尾第五名過終點但仍得到獎金。賽後莫雷拉被指用鞭不當，被罰款港幣1萬元，巴基之星馬主的丁志強力撐莫雷拉的做法正確。

### 2017-18馬季
由於先前事件，巴基之星需試閘合格兩次，包括一次沙田草地1600米試閘才可出賽。不過在10月3日進行的草地1600米試閘中，巴基之星再在近1400米處拒絕展步。及後，香港賽馬會受薪董事小組要求其必須在沙田草地跑道對面直路上進行兩課從1800米處起步的快操，及兩次沙田草地1600米試閘，合共四次測試並必須連續合格才可再次出賽。
隨後在2018年1月底至2月中，巴基之星進行所有四次測試並連續合格，得以在2月25日一級賽香港金盃作復出之戰。在明顯跟隨前領馬之下，在直路上未能加速，最後以第四名完成。及後在3月18日，巴基之星參加一場1600米第一班讓賽，但受制於慢步速，最後只以第四名完成。直到4月8日，巴基之星再角逐同程二級賽主席錦標，在莫雷拉胯下，兩度拒絕展步，但仍然以強橫後勁後上以第四名完成。但由於巴基之星在途中兩度拒絕展步，香港賽馬會競賽董事小組要求其需要在沙田草地1600米試閘合格才可再度出賽。
其後在試閘合格之後，巴基之星出戰4月29日的一級賽女皇盃，但隨著莫雷拉棄騎、蘇兆輝因航班問題而決定放棄來港，以及麥維凱突然因耳部感染而未能來港下，令原本於冠軍賽馬日到港客串的高多芬首席騎師布宜學得以在同日於沙田馬場愛彼女皇盃場次策騎巴基之星上陣。結果巴基之星在布宜學策騎下一改過往漏閘，甚至不願展步的陋習，直路中段已經脫穎而出，以三個馬位取得自2016年新馬錦標以來第一場勝仗，亦為其首項一級賽冠軍。一個月後，巴基之星在5月27日出戰一級賽香港冠軍暨遮打盃，在貝湯美策騎下再以一又四分之三個馬位取勝，取下第二場一級賽冠軍。

### 2018-19馬季
上季尾兩捷一級賽的巴基之星在季初被普羅大眾寄予厚望，更被部分馬迷視為準馬王。可惜事與願違，巴基之星縱使不再罷跑，但在沙田錦標在田泰安胯下只能以第四名過終點，其後出戰婦女銀袋賽及馬會盃更大敗而回，在香港瓶配上女皇盃冠軍拍檔布宜學亦只能以第六名過終點。

#### 轉投蘇保羅馬房
巴基之星在三冠大賽首兩關同樣敗北而回。經過失望的上半年後，馬主丁志強主動與蘇保羅聯絡，兩人在2月23日會面，要求將巴基之星、巴基之友等馬轉投蘇保羅，蘇保羅亦答應。不過馬兒仍未復舊觀，在女皇盃一度出頭後最後轉弱，被前四名賽駒（勝出光采、時時精綵、雍容白荷、歡樂之光）超越。其他賽事之中（包括主席錦標、香港冠軍暨遮打盃）也沒有很大起色。整個賽季而言，巴基之星與最高峰時已經有一段距離。

### 2019-20馬季
巴基之星於10月20日復出，角逐精英碗，並首次交由潘頓策騎，在沿途望空的情況下以第五名過終點。
11月17日，巴基之星角逐馬會短途錦標，鞍上人則換上薛恩，但起步後不久又一次不願展步，最終拉停。而且競賽董事小組表示，「巴基之星」練馬師蘇保羅和馬主丁志強商討該駒前途問題後，須向小組報告。
12月3日，馬主丁志強向傳媒透露，巴基之星將會正式結束在香港的競賽生涯，並打算安排該駒轉戰杜拜。12月6日，巴基之星宣告退役，正式結束其在港的競賽生涯。及後，巴基之星被運往阿聯酋杜拜延續其競賽生涯，並交由屈達信訓練。

### 2020年杜拜復出
巴基之星在香港退役後，於2020年12月3日於阿聯酋美丹馬場復出，在杜百成胯下角逐泥地2000米，以第四名過終點；可惜於2021年12月5日再次罷跑，出閘後立刻收停，結果阿聯酋馬會公布不會再接受此駒報名參戰所有賽事。

## 退役後
2022年5月，「巴基之星」退役後被送往澳洲墨爾本的Living Legends牧場頤養天年，獲得馬王「美麗傳承」迎接做鄰居。
在這期間曾經腳有受傷，但後來亦好轉，能夠回復正常退休生活狀態。

## 賽績
| 日期       | 馬場 | 距離   | 級別    | 賽事名稱               | 負重（磅） | 騎師   | 名次/出馬 | 時間    | 與頭馬距離 | 冠軍（亞軍） |
| ---------- | ---- | ------ | ------- | ---------------------- | ---------- | ------ | --------- | ------- | ---------- | ------------ |
| 1/7/2016   | 沙田 | 草1200 | GRIFFIN | 新馬平磅賽             | 126        | 蔡明紹 | 1/14      | 1:09.35 | 1-3/4      | （兄弟熊）   |
| 18/9/2016  | 沙田 | 草1400 | 3       | 第三班讓賽             | 126        | 蔡明紹 | 1/14      | 1:21.54 | 1-1/4      | （萬馬飛騰） |
| 16/10/2016 | 沙田 | 草1400 | 2       | 第二班讓賽             | 125        | 蔡明紹 | 2/14      | 1:21.49 | 2-1/2      | 威力川       |
| 20/11/2016 | 沙田 | 草1600 | 2       | 第二班讓賽             | 124        | 蔡明紹 | 2/14      | 1:34.10 | 1/2        | 宅大大       |
| 11/12/2016 | 沙田 | 草1600 | 2       | 第二班讓賽             | 128        | 蔡明紹 | 5/14      | 1:36.17 | 1-1/4      | 鷹雄         |
| 27/12/2016 | 沙田 | 草1400 | R       | 新馬錦標（條件限制賽） | 130        | 莫雷拉 | 1/7       | 1:22:00 | 2-3/4      | （海翡翠）   |
| 22/01/2017 | 沙田 | 1600   | R       | 香港經典一哩賽         | 126        | 蘇兆輝 | 5/14      | 1.35.56 | 3-3/4      | 佳龍駒       |
| 19/02/2017 | 沙田 | 1800   | R       | 香港經典盃             | 126        | 蘇兆輝 | 2/13      | 1.47.20 | 1-1/2      | 佳龍駒       |
| 19/03/2017 | 沙田 | 2000   | R       | 香港打吡大賽           | 126        | 蘇兆輝 | 2/14      | 2.03.17 | 1-3/4      | 佳龍駒       |
| 30/04/2017 | 沙田 | 2000   | G1      | 女皇盃                 | 126        | 蘇兆輝 | 2/8       | 2.04.65 | 頸位       | 新寫實派     |
| 25/06/2017 | 沙田 | 1800   | G3      | 精英碟                 | 133        | 莫雷拉 | 5/5       | 2.47.10 | 遙遙落後   | 馬上發財     |
| 25/02/2018 | 沙田 | 2000   | G1      | 香港金盃               | 126        | 蔡明紹 | 4/9       | 2.00.18 | 1-1/4      | 馬克羅斯     |
| 18/03/2018 | 沙田 | 1600   | 1       | 第一班讓賽             | 133        | 莫雷拉 | 4/7       | 1.35.74 | 1-3/4      | 川河尊駒     |
| 08/04/2018 | 沙田 | 1600   | G2      | 主席錦標               | 123        | 莫雷拉 | 4/10      | 1.33.03 | 1-1/4      | 美麗大師     |
| 29/4/2018  | 沙田 | 2000   | G1      | 女皇盃                 | 126        | 布宜學 | 1/8       | 2.00.21 | 3          | （大雄圖）   |
| 27/5/2018  | 沙田 | 2400   | G1      | 香港冠軍暨遮打盃       | 126        | 貝湯美 | 1/5       | 2.27.42 | 1-3/4      | （時時精綵） |
| 21/10/2018 | 沙田 | 1600   | G2      | 東方表行沙田錦標       | 128        | 田泰安 | 4/14      | 1:33.58 | 3-1/4      | 美麗傳承     |
| 4/11/2018  | 沙田 | 1800   | G3      | 莎莎婦女銀袋           | 133        | 田泰安 | 9/9       | 1:48.30 | 6-3/4      | 馬克羅斯     |
| 18/11/2018 | 沙田 | 2000   | G3      | 中銀香港馬會盃         | 128        | 田泰安 | 8/9       | 2:02.18 | 18         | 鷹雄         |
| 9/12/2018  | 沙田 | 2400   | G1      | 浪琴表香港瓶           | 126        | 布宜學 | 6/14      | 2:27.32 | 4-3/4      | 時時精綵     |

## 其他
丁志強曾於1990年代使用巴基之星這個馬名，但英文名有異，名為Star of Pakistan。在港取下四勝。2021年12月，巴基系馬主丁志強因病辭世。
巴基之星雖然以後勁凌厲見稱，但其算是一隻比較有性格的馬匹。曾經出現幾次開閘後罷跑的情況，即使之後轉戰杜拜仍然會故態復萌。

## 外部連結
- . 2017-04-29  [2018-12-31]. （原始内容存档于2018-10-05）.
- . 2017-05-27  [2018-12-31]. （原始内容存档于2019-12-05）.
- .   [2016-09-22]. （原始内容存档于2017-10-02） （繁体中文）.
- .   [2017-10-01]. （原始内容存档于2019-09-17） （繁体中文）.